# Eleições presidenciais de 2008 no Gana

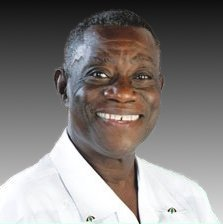
John Atta Mills, vencedor das eleições presidenciais em Gana de 2008

Uma eleição presidencial foi realizada em Gana em 7 de dezembro de 2008, ao mesmo tempo que as eleições parlamentares. Já que nenhum candidato recebeu mais de 50% dos votos, um segundo turno foi realizado em 28 de dezembro entre os dois candidatos mais votados, Nana Akufo-Addo e John Atta Mills. Mills ganhou de Akufo-Addo no segundo turno, cujo resultado saiu em 3 de janeiro de 2009. Mills ganhou de Akufo-Addo por menos de 1% de diferença.

## Plano de fundo
Em 21 de dezembro de 2006, o ex-vice-presidente, John Atta Mills, que concorreu como candidato do Congresso Nacional Democrático (NDC) à presidência nas eleições de 2000 e de 2004, sem sucesso, foi escolhido pelo NDC novamente como candidato à presidência em 2008.
O ex-Ministro das Relações Exteriores, Nana Akufo-Addo, foi escolhido pelo Novo Partido Patriótico (NPP) como candidato à presidência nas eleições de 2008, numa conferência realizada pelo partido em 23 de dezembro de 2007. Embora tenha conseguido menos de 50% dos votos dos integrantes do partido, a candidatura do segundo colocado nas prévias partidárias foi cassada, o que consagrava a candidatura de Akufo-Addo para a presidência.
O plano de fundo das eleições de 2008 em Gana foi ancorado na descoberta de petróleo em Gana, e consequentemente, o lucro que o produto poderia trazer ao país. Além disso, as alegações de fraude eleitoral que resultaram em violência após as eleições do Quênia em 2007, e do Zimbábue em 2008, além dos golpes de estado militares na Mauritânia em 2008 e na Guiné, no mesmo ano, resultaram na esperança de que as eleições de Gana poderiam refazer a imagem da democracia constitucional da África, segundo monitores eleitorais internacionais.

## Candidatos
Os oito candidatos a seguir se registraram formalmente com a Comissão Eleitoral de Gana.
- Kwabena Adjei – Um diretor de gestão de uma empresa madeireira que representava os Democratas Patrióticos Reformados.
- Nana Akufo-Addo – Um ex-general-procurador, ex-Ministro da Justiça e ex-Ministro das Relações Exteriores e atual membro do Parlamento de Gana, representando o Novo Partido Patriótico (NPP).
- Kwasi Amoafo-Yeboah - Candidato independente
- Emmanuel Ansah-Antwi – Representante do Partido da Amizade Democrática
- Edward Nasigri Mahama – Representante da Convenção Nacional Popular (PNC)
- John Atta Mills – Ex-vice-presidente de Gana, representando o Congresso Nacional Democrático (NDC)
- Paa Kwesi Nduom – Ex-Ministro de Planejamento Econômico e Cooperação Nacional, ex-Ministro de Energia, ex-Ministro de Reforma Popular e atual membro do Parlamento de Gana, representando o Partido da Convenção Popular (CPP)
- Thomas Nuako Ward-Brew – Representante do Partido Popular Democrático (DPP).

## Pesquisa de opinião
Uma pesquisa de opinião feita em abril de 2008 mostrou Mills ligeiramente à frente de Akufo-Addo. A Comissão Nacional de Educação Civil conduziu a pesquisa, que coletou opiniões de 5.327 pessoas. A pesquisa também mostrou que a maioria absoluta, 96,9 % dos pesquisados, disse que iria comparecer à eleição. Pessoas das áreas costeiras, da região central e do norte do país responderam a pesquisa.
Outra pesquisa ocorreu em outubro de 2008, conduzida por Angus Reid Global Monitor. A pesquisa mostrou Akufo-Addo como provável vencedor das eleições. 3.000 pessoas foram entrevistadas de todas as regiões do país.
| Data      | Akufo-Addo (NPP) | Ansah-Antwi (DFP) | Mills (NDC) | Mahama (PNC) | Nduom (CPP) | Indecisos | Fonte |
| --------- | ---------------- | ----------------- | ----------- | ------------ | ----------- | --------- | ----- |
| Abr. 2008 | 42,6%            | —                 | 42,9%       | 1,1%         | 6,3%        | 7,1%      |       |
| Out. 2008 | 50,5%            | 0.4%              | 35,6%       | 2,1%         | 7,0%        | —         |       |

## Resultados
O comparecimento às urnas foi bastante alto. Como era esperado que apenas alguns votantes escolhessem candidatos menores, começou a se cogitar a hipótese de que tanto Akufo-Addo quanto Mills poderiam ganhar as eleições presidenciais já no primeiro turno. Mas segundo Nduom, o terceiro colocado nas pesquisas, ele próprio queria "surpreender" os outros partidos, já que queria ganhar votos suficientes para forçar um segundo turno entre os dois primeiros candidatos. Com 40% dos votos contabilizados, Akufo-Addo estava liderando, com 49,5% dos votos, contra 47,6 de Mills. Mais tarde durante aquela apuração, Mills conseguiu ficar na liderança, mas Akufo-Addo voltou a liderar quando a apuração chegou a 70% do total. No final da apuração, foi constatada a vitória de Akufo-Addo, com 49,13% dos votos, contra 47,92% de Mills. Porém, Akufo-Addo não conseguiu ter mais de 50% dos votos, levando a uma nova disputa entre Akufo-Addo e Mills num segundo turno.
O segundo turno  foi realizado em 28 de dezembro, mas devido a problemas logísticos, o distrito de Tain teve o seu segundo turno remarcado para 2 de janeiro de 2009; houve problemas na distribuição de cédulas eleitorais. Logo após a votação de 28 de dezembro, a apuração concluiu que Mills estava ganhando de Akufo-Addo por uma pequena vantagem, mas segundo a Comissão Eleitoral de Gana, Mills ainda não poderia ser anunciado como vencedor das eleições, já que os votantes do distrito de Tain poderiam mudar o resultado das eleições. Antes do anúncio, centenas de simpatizantes do partido "Congresso Nacional Democrático" foram para a sede da direção das eleições, e queriam que Mills fosse declarado o vencedor das eleições. No entanto, para evitar um possível tumulto, policiais de choque e soldados armados foram chamados para dispersar a multidão.
O receio de violência durante o dia de eleição no distrito de Tain fez que o "Novo Partido Democrático" (NPP), partido do candidato Akufo-Addo, entrasse com um processo para tentar adiar a votação em Tain. Segundo o NPP, "a atmosfera no distrito rural não estava ideal para uma eleição livre e honesta". A corte judicial negou a apelação do NPP e disse que poderia ouvir o caso somente em 5 de janeiro. Como resposta, o NPP disse para os seus votantes em Tain para boicotar a eleição. Esta atitude foi severamente criticada por grupos civis.
| Eleição presidencial de Gana de 2008  | Eleição presidencial de Gana de 2008 | Eleição presidencial de Gana de 2008 | Eleição presidencial de Gana de 2008 | Eleição presidencial de Gana de 2008 | Eleição presidencial de Gana de 2008 |
| Partido                               | Candidato                            | Primeiro turno                       | Primeiro turno                       | Segundo turno                        | Segundo turno                        |
| Partido                               | Candidato                            | Votos                                | Porcentagem                          | Votos                                | Porcentagem                          |
| ------------------------------------- | ------------------------------------ | ------------------------------------ | ------------------------------------ | ------------------------------------ | ------------------------------------ |
| Congresso Nacional Democrático        | John Atta Mills                      | 4.056.634                            | 47,92%                               | 4.521.032                            | 50,23%                               |
| Novo Partido Patriótico               | Nana Akufo-Addo                      | 4.159.439                            | 49,13%                               | 4.480.446                            | 49,77%                               |
| Partido da Convenção Popular          | Paa Kwesi Nduom                      | 113.494                              | 1,34%                                |                                      |                                      |
| Partido da Convenção Popular Nacional | Edward Mahama                        | 73.494                               | 0,87%                                |                                      |                                      |
| Partido da Amizade Democrática        | Emmanual Ansah-Antwi                 | 27.889                               | 0,33%                                |                                      |                                      |
| Independente                          | Kwasi Amoafo-Yeboah                  | 19.342                               | 0,23%                                |                                      |                                      |
| Partido Popular Democrático           | Thomas Ward-Brew                     | 8.653                                | 0,1%                                 |                                      |                                      |
| Democratas Patrióticos Reformados     | Kwabena Adjei                        | 6.889                                | 0,08%                                |                                      |                                      |
| Votos válidos                         | Votos válidos                        | 8.465.834                            | 97,63%                               | 9.001.478                            | 98,98%                               |
| Votos brancos ou nulos                | Votos brancos ou nulos               | 205.438                              | 2,37%                                | 92.886                               | 1,02%                                |
| Totais                                | Totais                               | 8.671.272                            | 100%                                 | 9.094.364                            | 100%                                 |
| Comparecimento às urnas               | Comparecimento às urnas              | 69,52%                               | 69,52%                               | 72,91%                               | 72,91%                               |
| Fontes:Comissão Eleitoral de Gana,    |                                      |                                      |                                      |                                      |                                      |